# Нормотимики

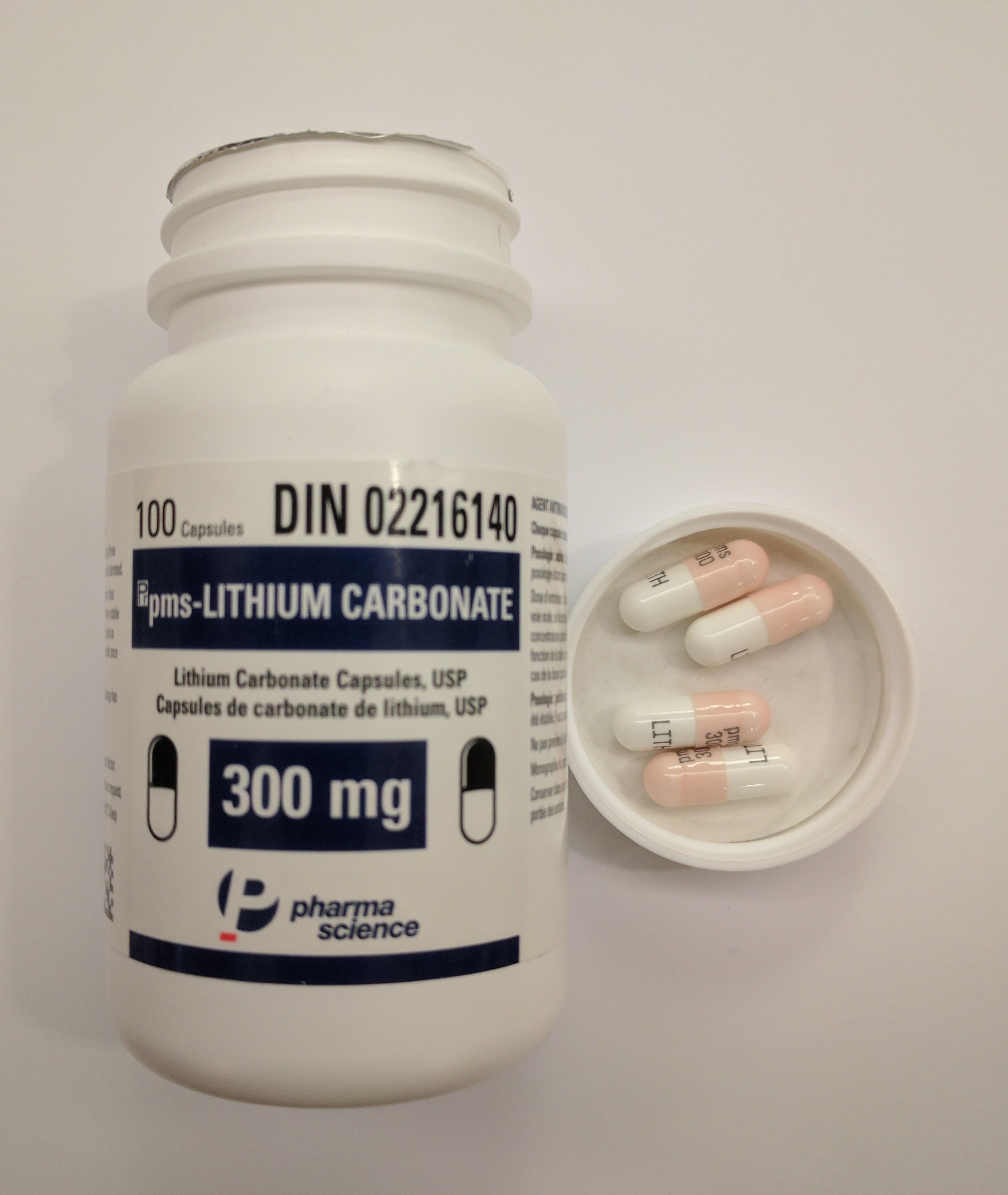
Карбонат лития, 300 мг

Нормоти́мики, нормотими́ческие сре́дства, или стабилиза́торы настрое́ния (англ. mood stabilizers) — группа психотропных препаратов, основным свойством которых является способность стабилизировать настроение у людей с расстройствами настроения (аффективными расстройствами), в частности биполярным аффективным расстройством, рекуррентной большой депрессией, циклотимией, дистимией, шизоаффективным расстройством и др., профилактировать (полностью предотвращать) или смягчать и укорачивать рецидивы (фазы) аффективных расстройств, тормозить прогрессирование болезни и развитие «быстрого цикла» смены фаз. Нормотимики также обладают способностью смягчать «острые углы характера», раздражительность, неуживчивость, вспыльчивость, импульсивность, дисфорию у пациентов с различными психическими расстройствами.

## Описание
В 1949 году австралийский психиатр Джон Кейд обнаружил антиманиакальные свойства лития. Это открытие послужило основанием для выделения новой группы лекарственных препаратов, называемых нормотимиками.
Ранее для отнесения препарата к нормотимикам считалось обязательным наличие у препарата, наряду с профилактической нормотимической активностью, также выраженной «острой» антиманиакальной активности, способности купировать острые маниакальные фазы. Однако в настоящее время это требование считается нерелевантным для отнесения препарата к нормотимикам, поскольку появился как минимум один нормотимик, обладающий выраженной профилактической нормотимической активностью (особенно в отношении депрессивных фаз), но не обладающий или почти не обладающий антиманиакальной активностью — ламотриджин (ламиктал) .
Многие (но не все) нормотимики обладают также «острой» антидепрессивной активностью, то есть способностью купировать или смягчать острые депрессивные фазы. Наиболее выражена антидепрессивная активность у ламотриджина (ламиктала), препаратов лития, менее выражена у карбамазепина (финлепсин, тегретол), у атипичных антипсихотиков. Вальпроаты (депакин, конвулекс), судя по данным рандомизированных клинических испытаний, не обладают клинически значимой «острой» антидепрессивной активностью .
Некоторые нормотимические препараты обладают дополнительными ценными психотропными свойствами. Так, вальпроаты обладают, кроме нормотимической, также выраженной противотревожной и антипанической активностью, что позволяет применять их при паническом расстройстве, тревожных расстройствах, а также при наличии тревоги в структуре другого психического заболевания (депрессии, шизофрении и др.) .

## Виды нормотимиков

### Минеральные соли
- Препараты лития
- Хлорид рубидия[2]
- Хлорид цезия[2]

### Противосудорожныепрепараты с нормотимической активностью
- Карбамазепин
- Окскарбазепин
- Вальпроевая кислота
- Ламотриджин
- Габапентин
- Леветирацетам[3]

### Атипичные антипсихотики
- Арипипразол
- Азенапин
- Рисперидон
- Оланзапин
- Кветиапин
- Клозапин
- Луразидон
- Карипразин

### Антагонисты кальция
- Верапамил[4]
- Нифедипин[5]
- Нимодипин[6][7]

### Тиреоидные гормоны
В качестве дополнительной терапии могут также применяться гормоны щитовидной железы, особенно при временной отмене антидепрессантов.
- Трийодтиронин[8]
- L-тироксин[9]

## Противопоказания
Приём некоторых нормотимиков во время беременности может представлять угрозу для плода — вызывать пороки развития. К потенциальным тератогенам относятся литий и вальпроевая кислота. Согласно ACOG, при беременности противопоказаны препараты лития. Альтернативой литию может быть ламотриджин.